# Куньевский сельский совет (Харьковская область)
Куньевский сельский совет — входит в состав Изюмского района Харьковской области Украины.
Административный центр сельского совета находится в селе Кунье.

## Населённые пункты совета
- село Кунье

### Ликвидированные населённые пункты
- село Майское
- село Червоная Долина